# Monopyle macrocarpa
Monopyle macrocarpa är en tvåhjärtbladig växtart som beskrevs av George Bentham. Monopyle macrocarpa ingår i släktet Monopyle och familjen Gesneriaceae.

## Underarter
Arten delas in i följande underarter:
- M. m. costaricana
- M. m. isophylla
- M. m. macrocarpa